# Benjamin Leonard D’Ooge
Benjamin Leonard D’Ooge (* 10. Januar 1860 in Grand Rapids, Michigan; † 7. März 1940 in Allentown, Pennsylvania) war ein US-amerikanischer Klassischer Philologe, der als Professor des Lateinischen am Michigan State Normal College (1886–1937) wirkte.

## Leben
Benjamin L. D’Ooge stammte aus einer Hugenottenfamilie, die um 1851 aus Zonnemaire (Zeeland) in den Niederlanden in die USA ausgewandert war und sich in Grand Rapids (Michigan) niedergelassen hatte. Seine Eltern waren der Lehrer Leonard D’Ooge und Johanna D’Ooge, geb. Quintus; sein älterer Bruder war der Philologe Martin Luther D’Ooge (1839–1915).
D’Ooge studierte von 1877 bis 1881 Klassische Philologie und Physik an der University of Michigan und war nach dem Bachelorabschluss (A. B.) von 1881 bis 1883 Schulleiter (Principal) an der High School in Coldwater (Michigan). 1883 wechselte er als Instructor of Latin an die University of Michigan und erlangte dort 1884 den Mastergrad (A. M.). Sein Forschungsschwerpunkt blieb das Lateinische, das er durch das Studium anderer Indogermanischer Sprachen ergänzte. Im Jahr 1886 wurde er zum Professor of Latin und Vorsitzenden des Department of Classics an der Michigan State Normal School ernannt, die 1899 in State Normal College umbenannt wurde. Dort verbrachte er seine gesamte weitere Laufbahn. 1895 wurde er Life Member der American Philological Association.
Von 1899 bis 1901 nahm D’Ooge Urlaub und unternahm seine erste Bildungsreise nach Europa. Er vertiefte seine Studien an der Universität Bonn, wo ihn besonders der Philologe Franz Bücheler und der Archäologe Georg Loeschcke anzogen. 1901 wurde zum Dr. phil. promoviert. Seine Dissertation über den Sprachgebrauch bei Caesar und den pseudo-Caesarischen Schriften widmete er Franz Bücheler.
Nach seiner Rückkehr in die USA setzte D’Ooge seine Lehrtätigkeit am Michigan State Normal College mit wenigen Unterbrechungen fort. Weitere Reisen nach Europa unternahm er 1908–1909 und 1927. Als Gründungsmitglied der Classical Association of the Middle West and South (1905) nahm er bis 1935 an deren Treffen teil. Von 1905 bis 1908 war er Schatzmeister, von 1908 bis 1910 und von 1913 bis 1914 Vizepräsident sowie 1910/1911 Präsident des Vereins. 1937 trat er im Alter von 77 Jahren in den Ruhestand.
Benjamin L. D’Ooge veröffentlichte zahlreiche Lehrbücher und Studienausgaben lateinischer Texte. Zusammen mit James B. Greenough und anderen veröffentlichte er 1898 eine Edition von Caesars Schrift De bello Gallico und 1903 eine Neuausgabe der lateinischen Grammatik von Joseph Henry Allen.

## Schriften
- Colloquia Latina. Boston 1889
- Viri Romae. Boston 1895
  - Neuausgabe unter dem Titel: Selections from Urbis Romae Viri Inlustres. Boston 1905
- Easy Sight Readings for Secondary Schools. Boston 1897
- mit James B. Greenough und M. Grant Daniell: Second Year Latin. Boston 1899
- Helps to the Study of Classical Mythology. Ann Arbor 1899
- De particularum copulativarum apud Caesarem et pseudo-Caesarianos scriptores usu. Bonn 1901 (Dissertation)
- Latin Composition. Boston 1901
- Latin for Beginners. Boston 1911
- Elements of Latin. Boston 1921
- mit Dorothy M. Roehm: Junior Latin Lessons. Boston 1926

Herausgeberschaft
- mit James B. Greenough und M. Grant Daniell: Caesar’s Bellum Gallicum. Boston 1898. Nachdruck 1904
- Cicero. Select Orations. Chicago 1901. 2. Auflage 1927
- mit James B. Greenough, G. L. Kittredge und A. A. Howard: Allen and Greenough’s New Latin Grammar for Schools and Colleges. Boston 1903
- mit Frederick Eastman: Caesar in Gaul. Boston 1918